# Jean Nouvel

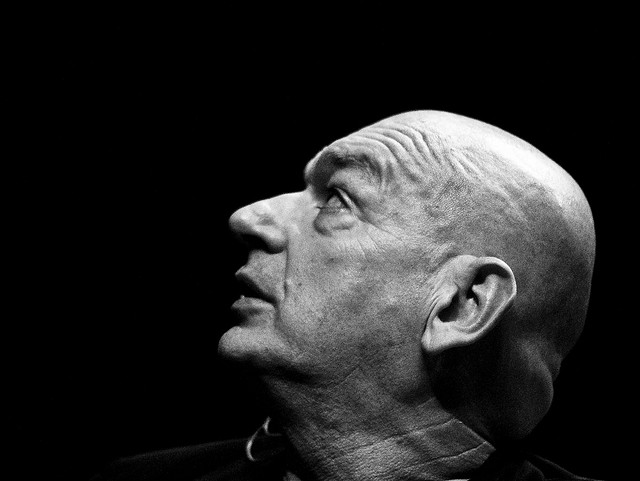
Jean Nouvel, 2009

Jean Nouvel (* 12. August 1945 in Fumel, Frankreich) ist ein französischer Architekt und Träger des Pritzker-Preises.

## Leben und Werk
Jean Nouvel ist der Sohn eines Lehrerpaares. Zunächst wollte er Maler werden, doch da seinen Eltern eine sichere Perspektive für ihren Sohn wichtiger war, studierte er ab 1964 als Kompromiss Architektur an der École des Beaux-Arts de Bordeaux. Als er 1966 ein Stipendium gewann, konnte er an die École nationale supérieure des beaux-arts de Paris wechseln. 1967 wurde er Assistent bei Claude Parent und Paul Virilio. Gegen Ende seines Studiums gründete er 1970 zusammen mit François Seigneur sein erstes Büro. Sein Studienabschluss erfolgte im darauffolgenden Jahr. 1976 gehörte er zu den Mitbegründern der Architekturbewegung „Mars 1976“ und „Syndicat de l’Architecture“.
Der Durchbruch gelang Nouvel mit dem gemeinsam mit dem Architekturbüro Architecture Studio konzipierten Kulturzentrum Institut du monde arabe in Paris. Weitere bekannte Bauten sind die Oper von Lyon, die Fondation Cartier in Paris, das Shopping-Center Euralille in Lille, die Galeries Lafayette Berlin, das Kultur- und Kongresszentrum Luzern sowie der Monolith, der während der Expo.02 auf dem Murtensee schwamm. Zu Nouvels jüngsten Projekten gehörten der 142 Meter hohe Torre Agbar in Barcelona, der Erweiterungsbau des Museo Reina Sofía in Madrid und die (nicht verwirklichten) Guggenheim-Museen in Tokio und Rio de Janeiro.
1994 gründete er die „Ateliers Jean Nouvel“, die 2023 mit 130 Mitarbeitern zu den größten Architekturbüros in Frankreich zählten, von denen 30 Projekte im In- und Ausland betreut werden. Das zentrale Atelier ist in Paris, daneben betreibt Nouvel noch Dependancen in London, Kopenhagen, Minneapolis, Rom, Madrid und Barcelona.
Für die Leder verarbeitende italienische Möbelfirma Matteo Grassi entwarf Nouvel Büroeinrichtungen, Lounges und Möbel unter anderem auch für Flughäfen, für Bulo den Schreibtisch Normal.
Nouvel hat zwei erwachsene Söhne aus erster Ehe und eine Tochter aus zweiter Ehe. Seine Lebensgefährtin ist die schwedische Architektin Mia Hägg (* 1970).

## Rezeption
Jean Nouvel zählt zu den bekanntesten Architekten Frankreichs und konnte in ganz Europa und auch in Teilen Asiens, Nord- und Südamerikas an Projekten arbeiten. Er gilt nach Ansicht unter anderem der New York Times als vielfältiger Gestalter und beherrscht den Umgang mit Farben, Materialien und Oberflächen. Sein Baustil zeichnet sich nicht durch eine einheitliche Formensprache aus, sondern ist stets um eine Anpassung des Gebäudes an die jeweilige Umgebung bemüht. „Jedes Mal versuche ich, das, wie ich es nenne, fehlende Teil des Puzzles zu finden, das richtige Gebäude am richtigen Ort.“

## Bauwerke und Projekte (Auswahl)
- Institut du Monde Arabe in Paris, 1981–1987
- Nemausus 1 – Sozialer Wohnungsbau in Nîmes, 1986
- Kaufhaus Galeries Lafayette Berlin, Friedrichstraße, 1991–1995
- Neubau des Kurhauses von Dax, 1992
- Neubau der Oper von Lyon innerhalb der denkmalgeschützten, völlig entkernten Fassade der alten Opéra National de Lyon, 1993
- Fondation Cartier in Paris, 1994
- Kultur- und Kongresszentrum Luzern, 1993–1999
- Designhotel „The Hotel – Deluxe Boutique Hotel“, Luzern, 1999–2000[5]
- Monolith während der Schweizer Expo.02 (temporärer Bau)
- Fassade des Kölnturms in Köln, 2001
- Gasometer A in Wien-Simmering, 2001[6]

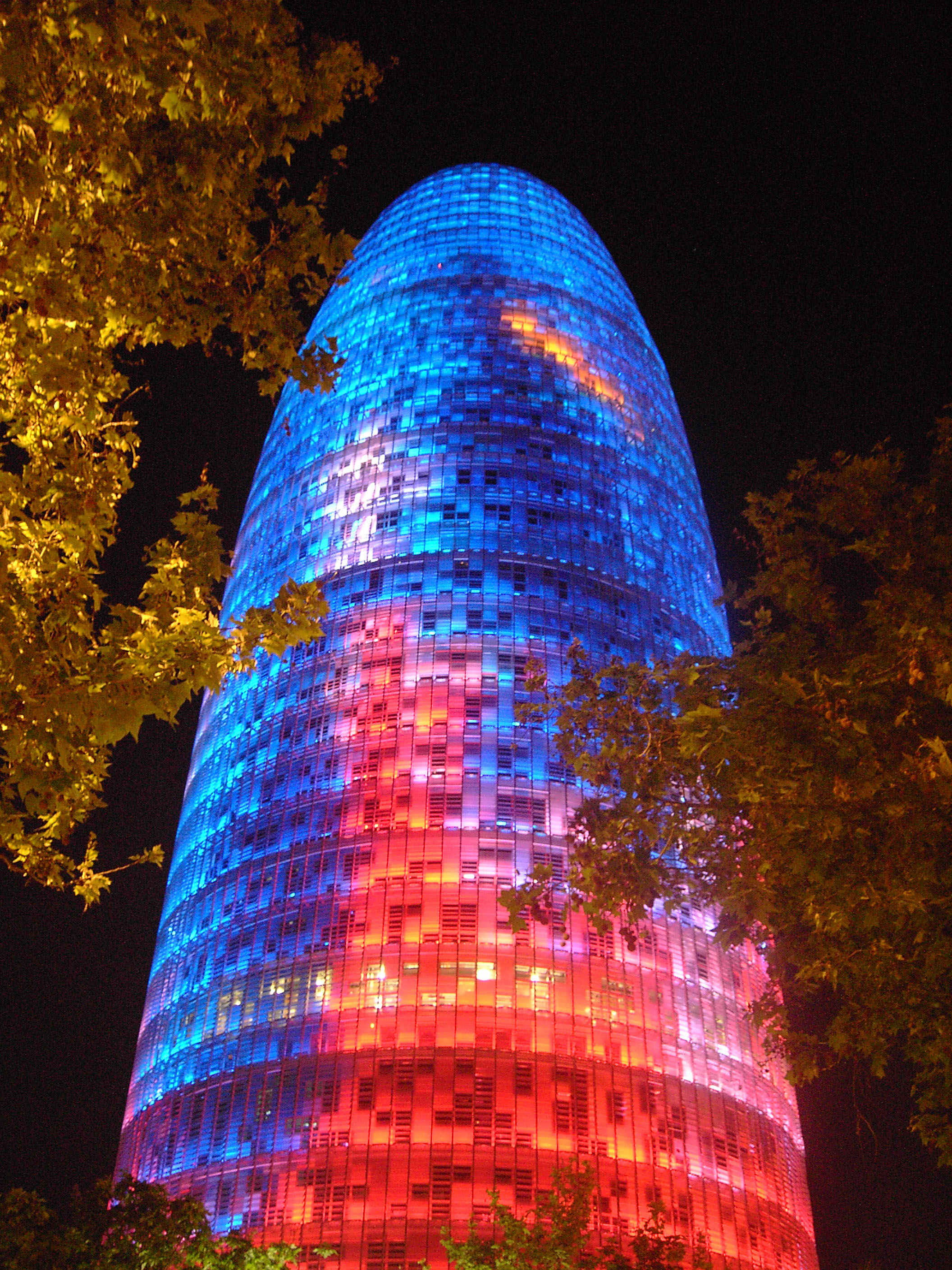
Torre Agbar in Barcelona, 2004
- Musée du Quai Branly in Paris, 2006
- „Les Bains des Docks“, Erlebnisbad in Le Havre, 2008
- Projekt eines neuen Guggenheim-Museums in Rio de Janeiro (2002, wegen politischer Widerstände nicht verwirklicht[7])
- Konzerthaus Kopenhagen, 2009
- Louvre Abu Dhabi[8]
- Pavillon Serpentine Gallery, London, 2010
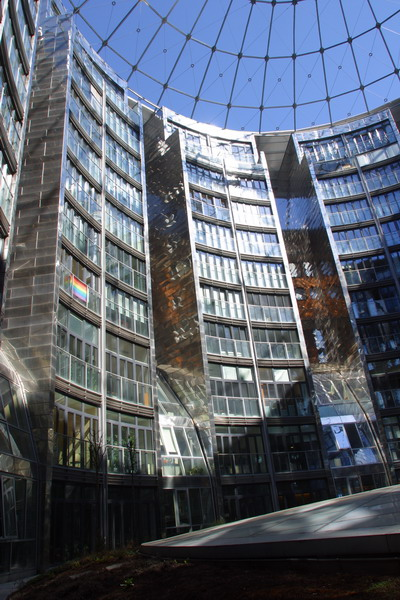
Uniqa Hotel- und Geschäftsgebäude in Wien, 2010
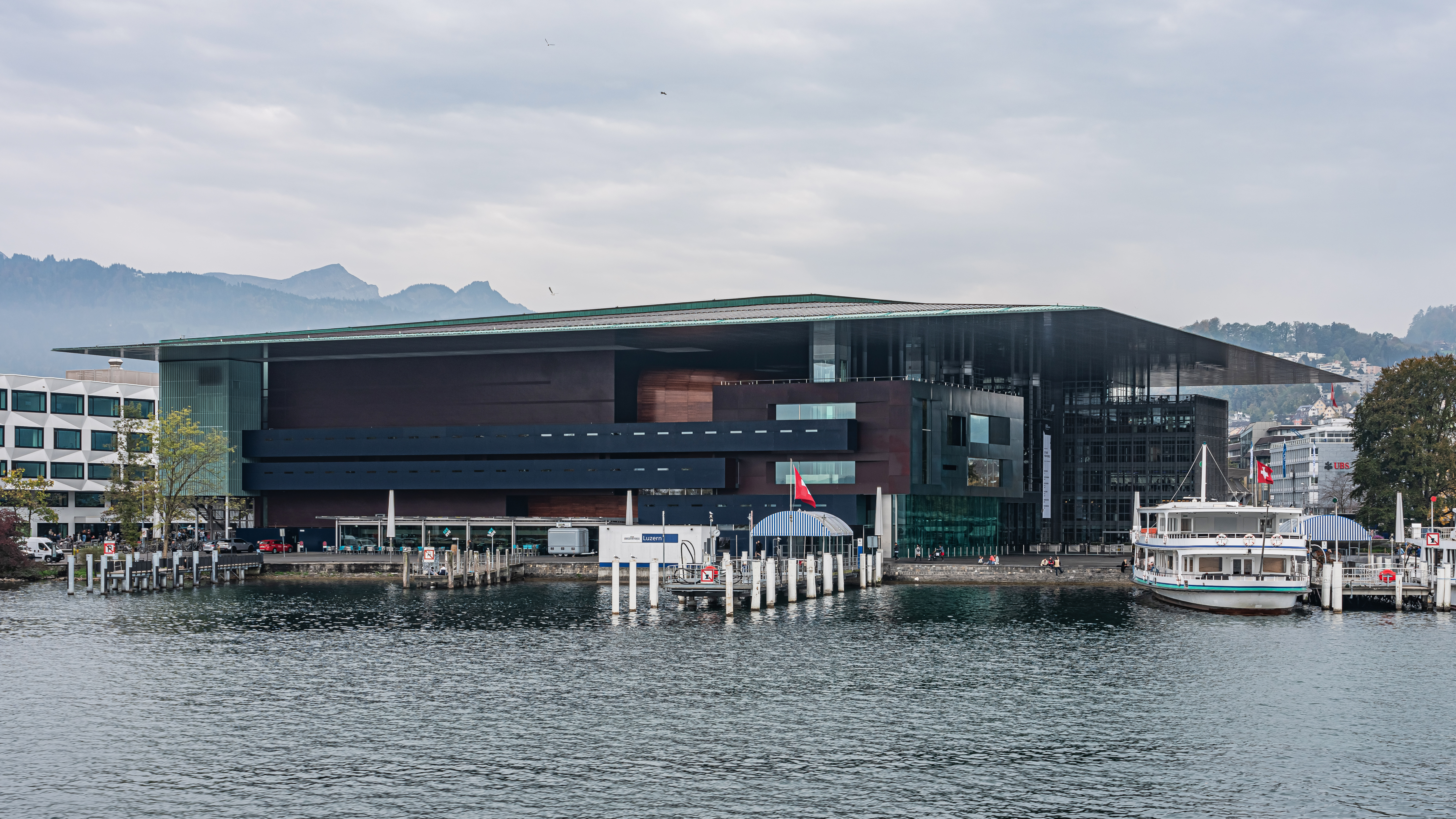
Kultur- und Kongresszentrum Luzern
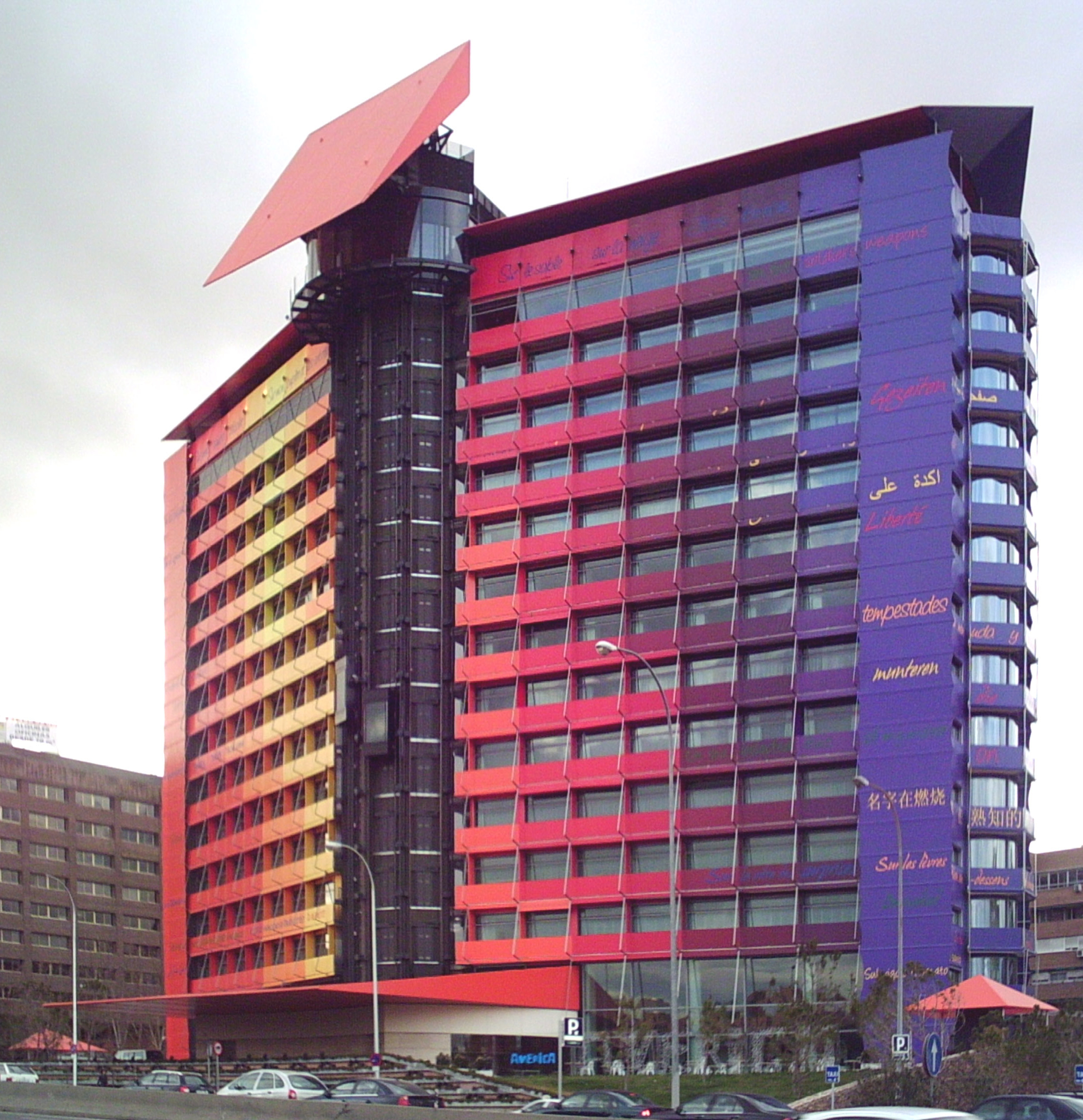
Hotel Puerta América, Madrid
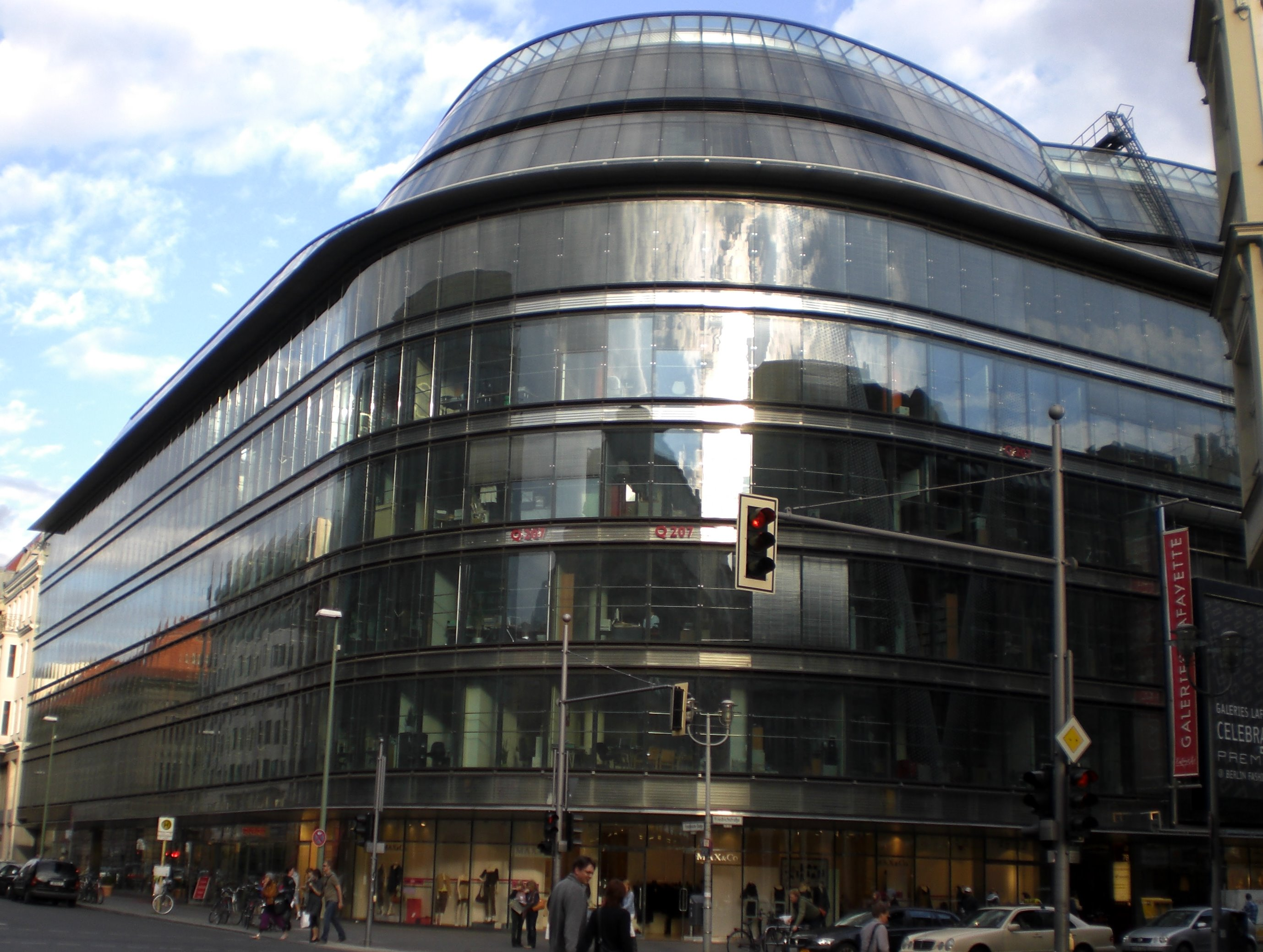
Galeries Lafayette Berlin Berlin
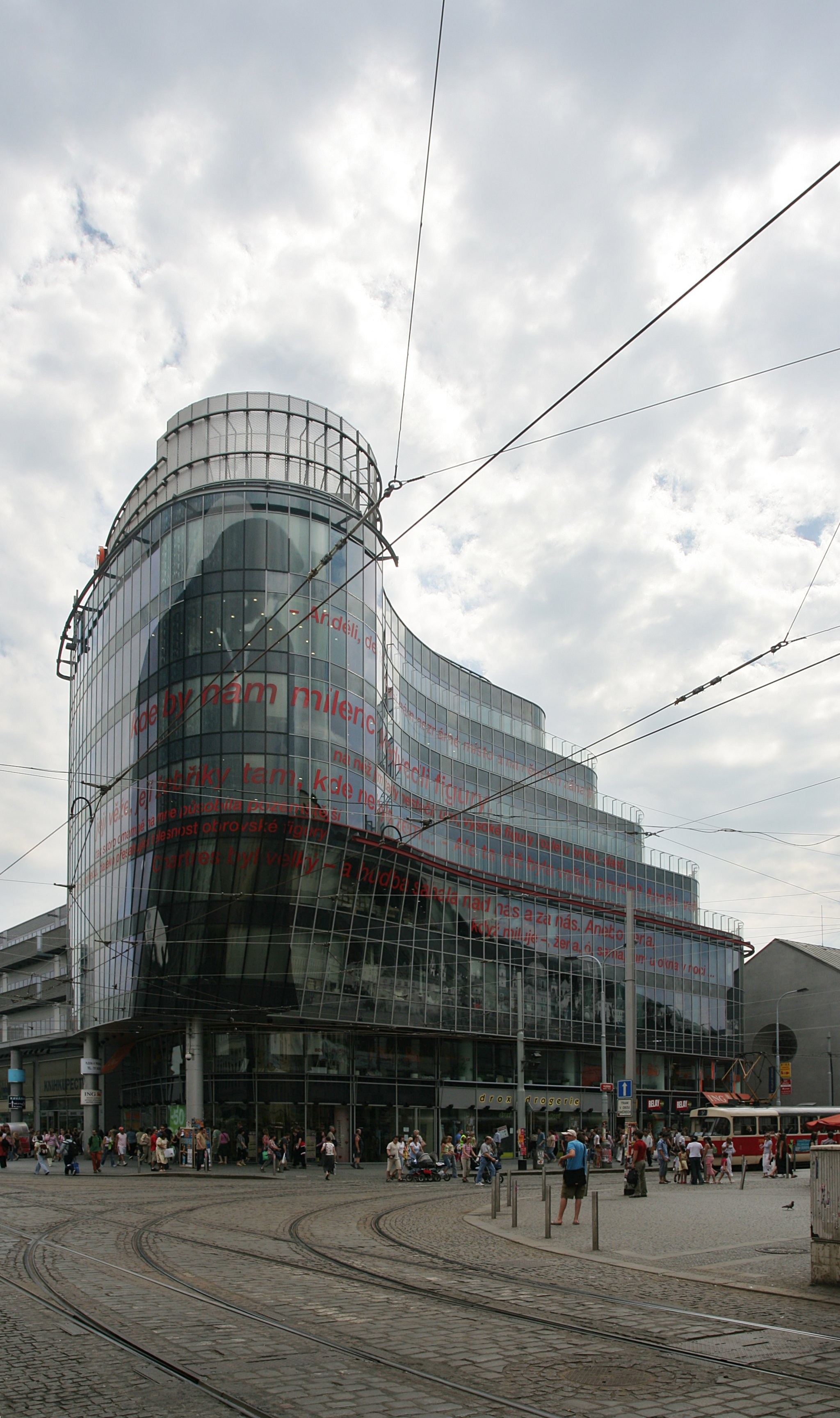
Kaufhaus Zlatý anděl, Prag
Musée du quai Branly
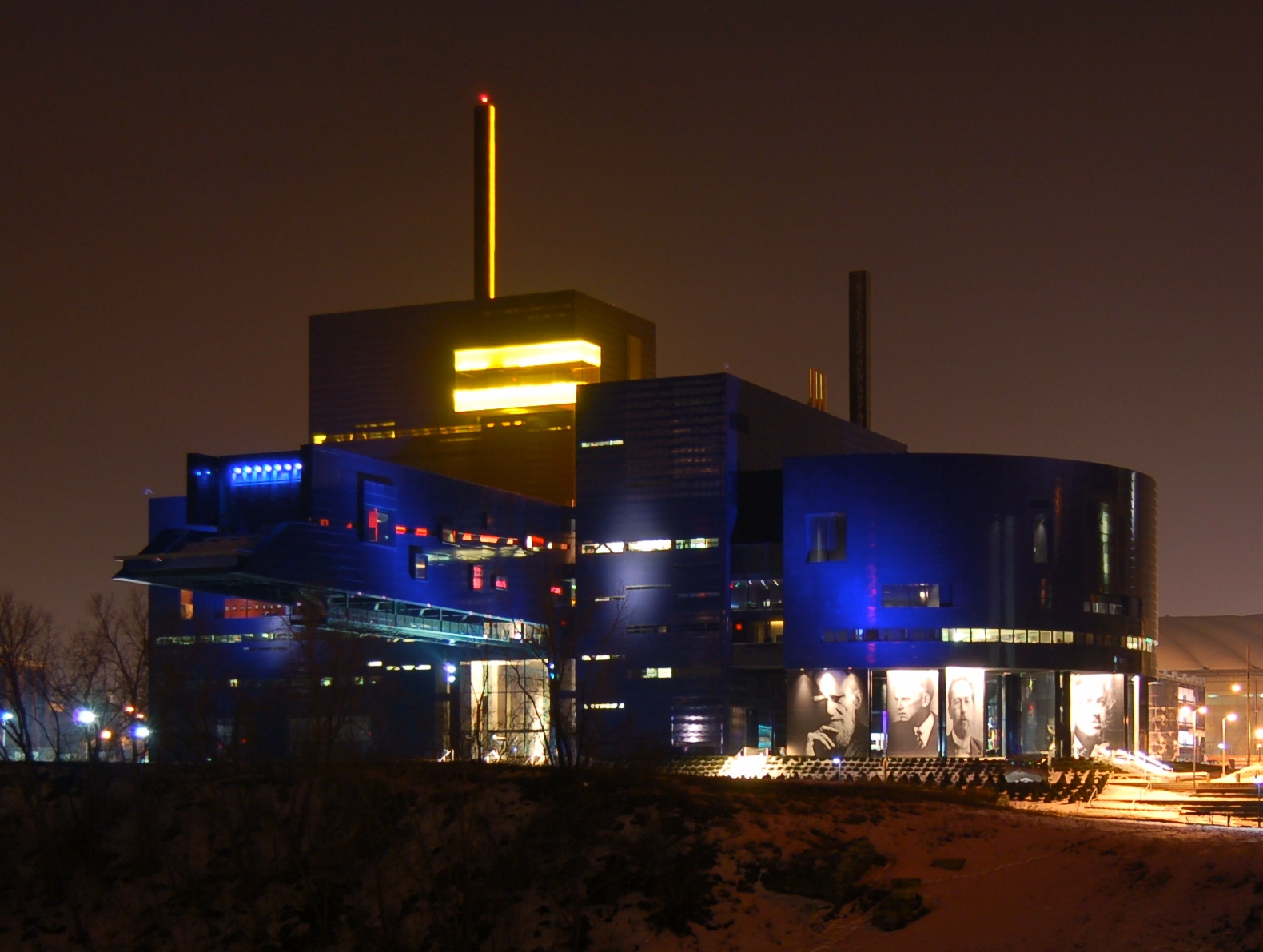
Guthrie Theater, Minneapolis
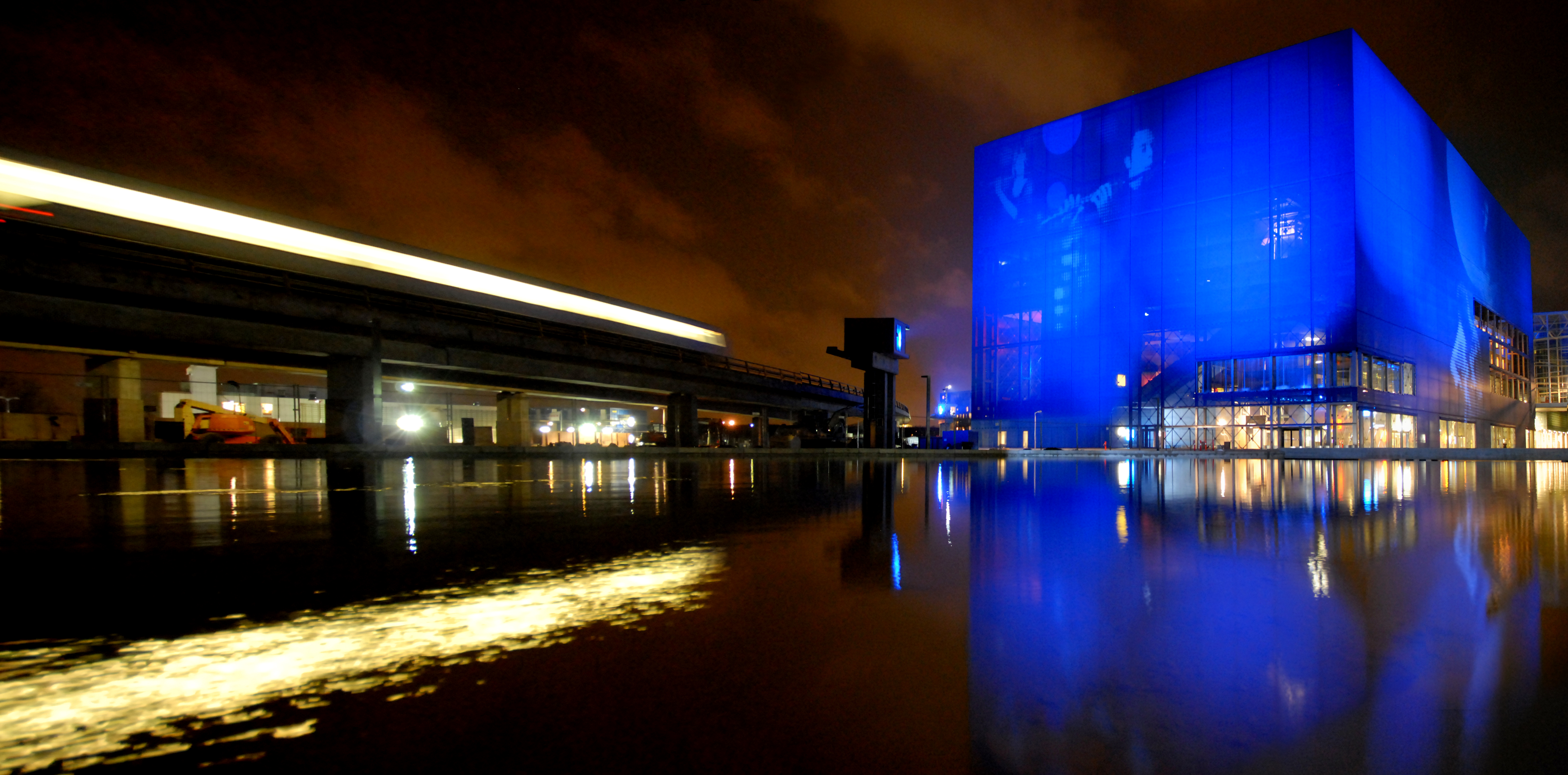
Konzerthaus Kopenhagen

- Galerie Larry Gagosian in Le Bourget, 2012 (Umbau einer Industriehalle und Einbau eines Zwischengeschosses zu Ausstellungszwecken der Galerie Gagosian)[9]
- Doha Tower, Doha, 2012
- Weinkeller (Chai) auf dem Weingut Château La Dominique bei Libourne, Département Gironde, Frankreich
- Philharmonie de Paris im Parc de la Villette in Paris, 2015.
- „Tour Signal“ in Paris, La Défense (bis 2013).
- Louvre Abu-Dhabi auf der künstlichen Insel Saadiyat, Vereinigte Arabische Emirate, Eröffnung am 11. November 2017.
- Nationalmuseum von Katar in Doha, für den allgemeinen Publikumsverkehr freigegeben am 28. März 2019  - Torre Agbar bei Nacht
  - Gasometer A in Wien
  - Kultur- und Kongresszentrum Luzern
  - Hotel Puerta América, Madrid
  - Galeries Lafayette Berlin Berlin
  - Kaufhaus Zlatý anděl, Prag
  - Musée du quai Branly
  - Guthrie Theater, Minneapolis
  - Konzerthaus Kopenhagen

## Auszeichnungen (Auszug)
- 1987: Grand Prix National d’Architecture
- 1987: Prix de l’Équerre d’argent für das Institut du monde arabe, gemeinsam mit Architecture Studion
- 1989: Aga Khan Award for Architecture
- 1990: Ehrenmitgliedschaft des Bundes Deutscher Architekten BDA
- 1998: Goldmedaille der Französischen Akademie für Architektur
- 2000: Goldener Löwe der Biennale Venedig
- 2001: Royal Gold Medal des Royal Institute of British Architects (RIBA)
- 2001: Praemium Imperiale
- 2002: Ritter der Ehrenlegion
- 2005: Wolf-Prize der Wolf-Foundation
- 2006: International Highrise Award für den Torre Agbar in Barcelona
- 2008: Pritzker-Preis

## Film
- Nemausus – Sozialer Wohnungsbau der 80er Jahre. Dokumentation, Frankreich, 1995, 26 Min., Regie: Richard Copans, Stan Neumann, Produktion: ARTE France, Les Films d’Ici, Serge Lalou, Reihe: Baukunst, Inhaltsangabe von arte mit Online-Video-Ausschnitt (2:52 Min.).[10]